# مسابقة فيليب سي جيسوب
فيليب سي جيسوب للقانون الدولي، والمعروفة أيضا بأسم جيسوب الصورية ، هي أقدم وأكبر المسابقات الدولية التنافسية للمحاكم الصورية في العالم، قامت بجذب ما يقرب 700 كلية قانون في أكثر من 90 دولة في السنوات الأخيرة، وتم وصف المسابقة على أنها أكثر المسابقات شهرة في العالم من قبل عدد كبير من المنظمات والجامعات على مستوى العالم، وهي واحدة من البطولات الكبرى أو المنافسات الكبرى .

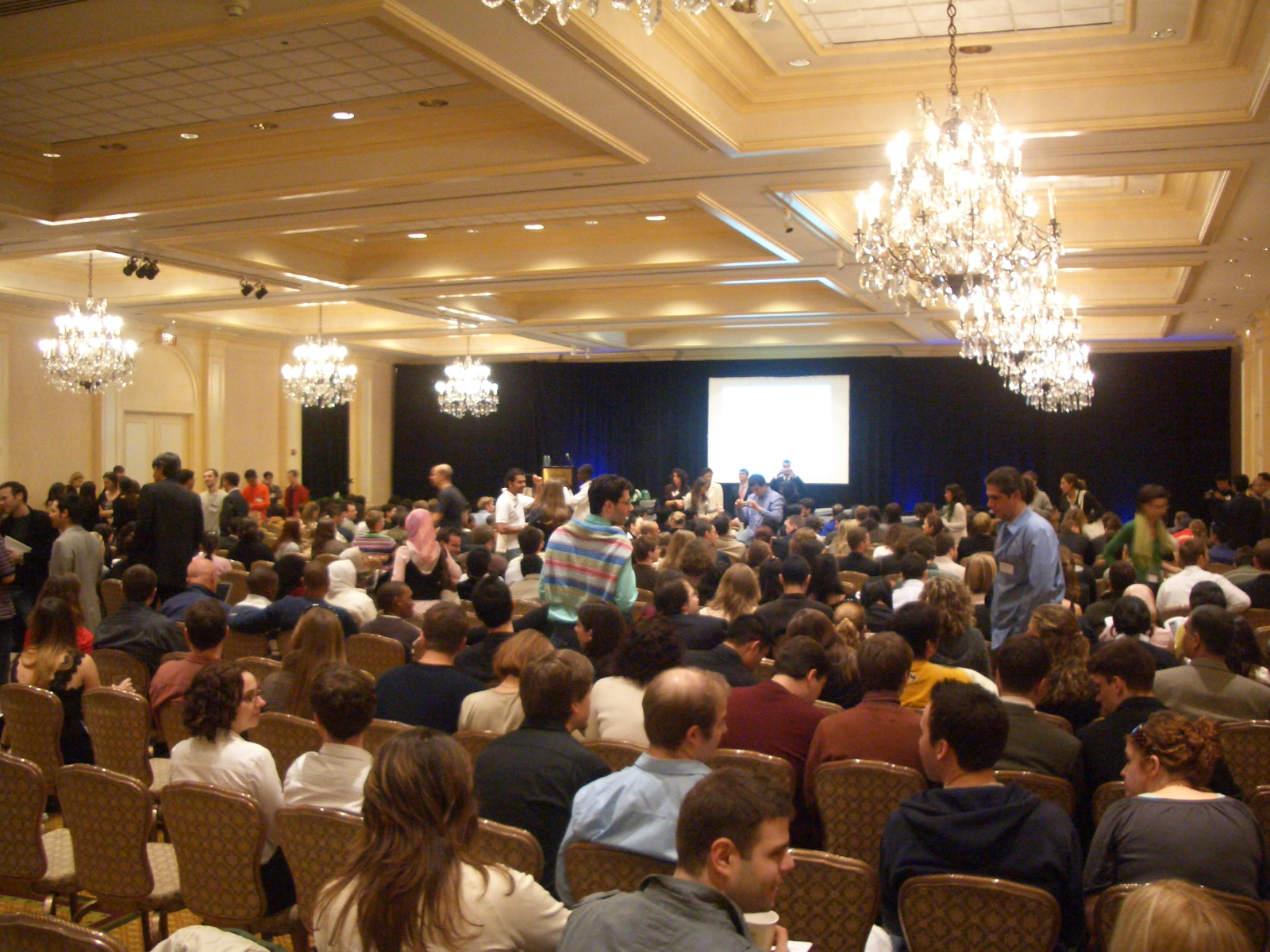
مسابقة جيسوب لعام 2007

المسابقة عبارة عن محاكاة لنزاع خيالي بين الدول أمام محكمة العدل الدولية. ونظمته رابطة طلاب القانون الدولي . بدأ الخلاف، تحت قيادة ستيفن شويبل (الذي كتب أول قضية صورية افتتاحية) كمسابقة وكانت ودية بين فريقين من جامعة هارفارد في عام 1960. وتم إعلان أول بطولة في عام 1963 وفي عام 1968 أفتتحت المسابقة أمام فرق غير أمريكية.

## سبب التسمية
سميت باسم فيليب جيسوب ، الذي خدم ذات مرة في محكمة العدل الدولية، وهو هو أستاذ جامعي ومحامي ودبلوماسي وقاضي أمريكي، ولد في 5 يناير 1897 في نيويورك في الولايات المتحدة، وتوفي بنفس المكان في 31 يناير 1986.

## نظام المسابقة
ينطوي نظام مسابقة جيسوب الصورية على مناقشة قضية افتراضية حول قضايا القانون الدولي كما لو كانت أمام محكمة العدل الدولية، ولكن مع مجموعة أصغر من القضاة (ثلاثة بدلاً من 15). و رابطة طلاب القانون الدولي ومجلس المسابقة هو المسؤول عن التماس واختيار مقترحات القضايا في كل مسابقة.
يتكون كل فريق من عضوين إلى خمسة أعضاء. يجب أن يستعد كل فريق للمناقشة بين جانبي كل من مقدم الطلب والمدعى عليه في القضية، كما يجب عليه تقديم مذكرة كتابية لكل جانب من جوانب القضية. وتقوم المسابقة على جولات بين المتنافسين يكون لها وقت محدد، ويقدم متكلمان أو ثلاثة متكلمين الحجة الشفهية، مع شخص واحد على الأقل يناقش كلا الجانبين المتقدمين والمجيبين. بالإضافة إلى ذلك، تضم معظم الفرق مستشارًا أو مدربًا واحدًا على الأقل.

درع مقدم للمشارك جواد نبهان عام 2016

## التأثير الثقافي
في عام 2013 ، أصدرت White & Case فيلمًا وثائقيًا مدته 95 دقيقة بعنوان فليقف الجميع (بالإنجليزية: All Rise)‏  ، والذي أعقب رحلات جيسوب لسبعة فرق حول العالم ؛ قدم الفيلم عرضه العالمي الأول في Doc NYC.

## معرض الصور

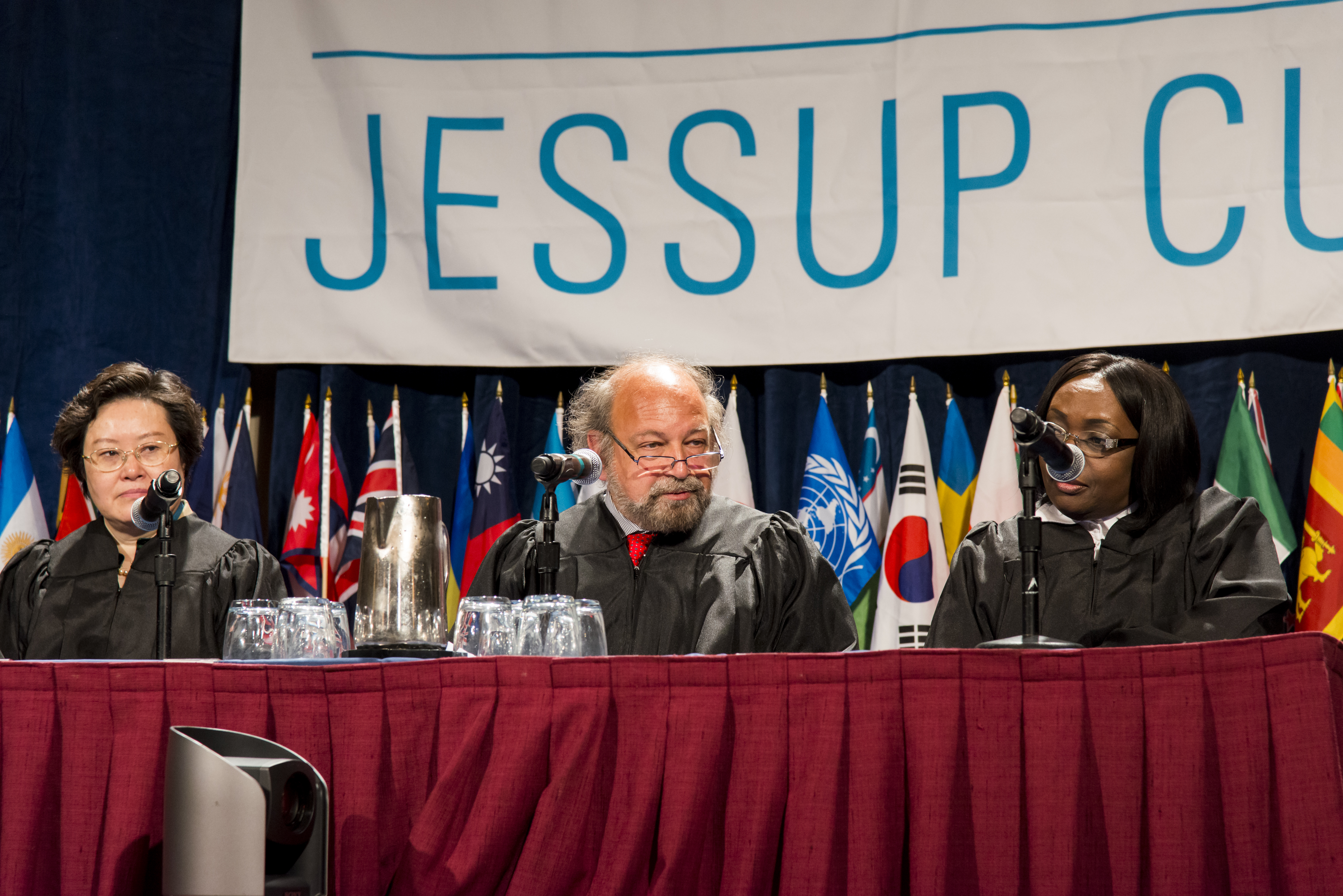
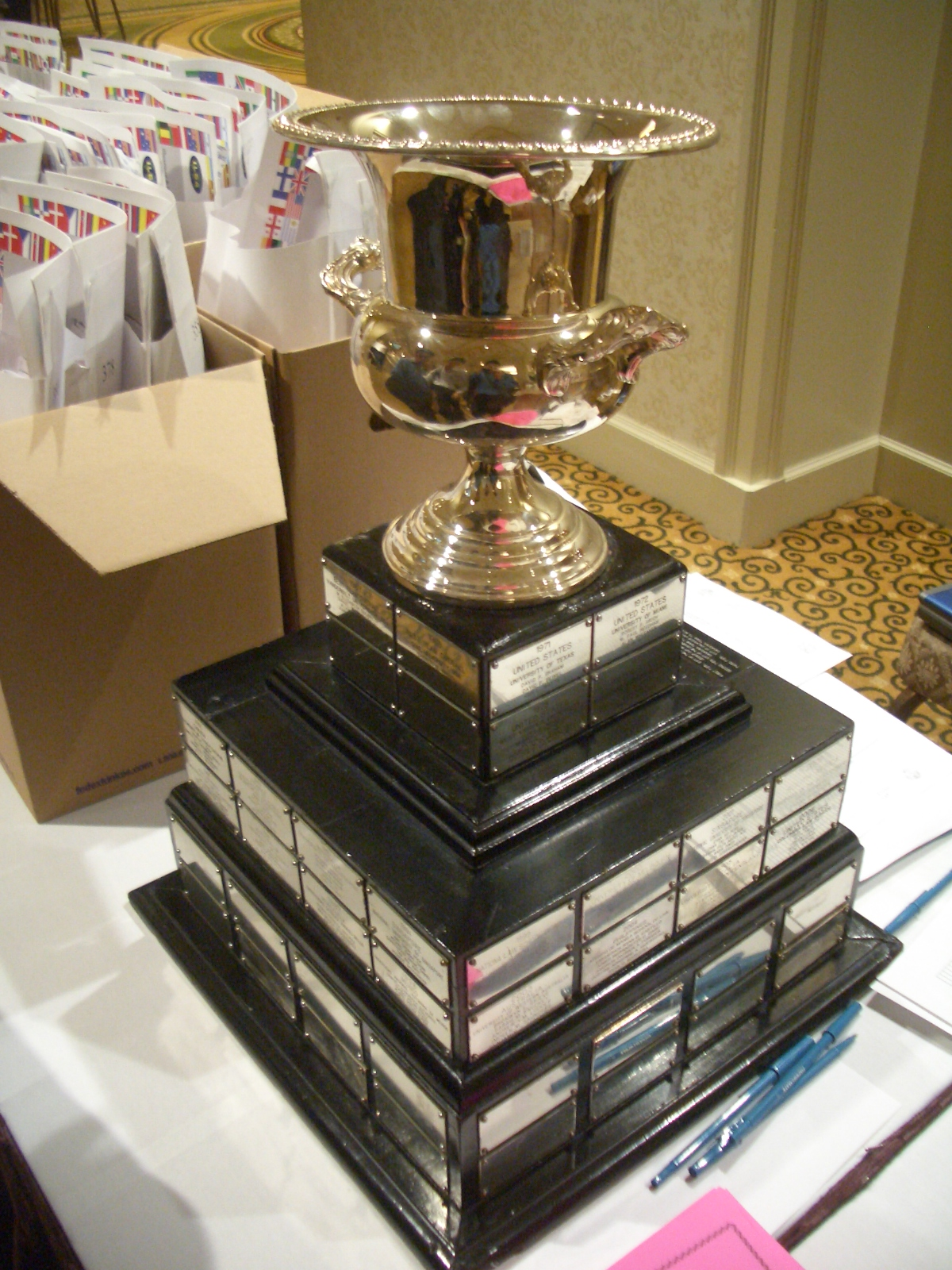